# Tatort… Hauptbahnhof Kairo
Tatort… Hauptbahnhof Kairo (arabisch باب الحديد, DMG Bāb al-ḥadīd) ist ein ägyptischer Spielfilm von Youssef Chahine aus dem Jahre 1958.

## Handlung
Madbuli, Besitzer eines Kiosks auf dem Kairoer Hauptbahnhof, entdeckt den halb verhungerten, geistig zurückgebliebenen und hinkenden Kenawi auf dem Bahnhof. Aus Mitleid stellt er ihn bei sich als Zeitungsverkäufer an. Kenawi verliebt sich in die illegal als Limonadenverkäuferin arbeitende Hanuma. Diese ist jedoch bereits mit dem Transportarbeiter und Gewerkschafter Abu Seri verlobt; die Heirat steht unmittelbar bevor. Kenawi hält das jedoch nicht davon ab, ihr seine Liebe zu gestehen und ihr ebenfalls einen Heiratsantrag zu machen.
Ihre mit Hohn und Spott getränkte Zurückweisung treibt Kenawi weiter in eine wutgeschwängerte Obsession für Hanuma. Als Madbuli ihm von einem Zeitungsartikel über den ungeklärten Mord an einer Frau erzählt, die mit einem Messer erstochen wurde, reift in Kenawi der Entschluss Hanuma zu töten. Er kauft sich ein Messer und versucht Hanuma in eine Lagerhalle zu locken, damit sie dort ihren Wassereimer abhole. Hanuma schickt eine Freundin. Blindlings ersticht Kenawi sie. Nicht einmal als er sie in einer großen Transportkiste verstaut, merkt er, dass es nicht Hanuma ist.
Die Kiste, vorgeblich mit Hanumas Hochzeitsausstattung gefüllt, lässt er von Abu Seri in einen Zug verfrachten. Die schwer verletzte Frau wird noch vor Abfahrt des Zuges aus der Kiste befreit. Kenawi gelingt es, nachdem er seinen Irrtum bemerkt hat, sich Hanumas zu bemächtigen und flieht mit ihr auf die Gleise.
Dort gelingt es Madbuli in letzter Minute Kenawi abzulenken, so dass er von Abu Seri überrumpelt und Hanuma befreit werden kann.

## Kritiken
„Ein thematisch und ethnisch gleichermaßen interessanter Film, grell und drastisch in der melodramatischen Zuspitzung, ungewöhnlich in der realistischen Schilderung des sozialen Milieus.“

## Sonstiges
Der ausschließlich auf dem Kairoer Hauptbahnhof spielende Film Tatort… Hauptbahnhof Kairo wurde im Wettbewerb der Berlinale 1958 gezeigt.